# ヘリコバクター・ハイルマニ
ヘリコバクター・ハイルマニ（ヘリコバクター・ヘイルマンニイ、ハイルマニイ、Helicobacter heilmannii）は、ヒト、ネコ、イヌなどの胃粘膜組織中に存在するヘリコバクター属の1種である。ヒトに感染するとピロリ菌同様に慢性胃炎、胃潰瘍、胃癌を引き起こすことが知られている。
ヘリコバクター・ピロリ（ピロリ菌）と同じヘリコバクター属で、同様に胃に感染し、胃MALTリンパ腫のリスクとなる可能性が指摘された。イヌ、ネコ、ウサギなど人以外にも感染する人畜感染症である。
ヒトの胃に感染するピロリ菌以外のヘリコバクター属菌はハイルマニイ菌とも呼ばれ，ピロリ菌が検出されない胃疾患の発症原因であることが1980年代より示唆されていた。その後、ハイルマニイ菌と呼ばれていた菌の多くが豚を自然宿主とするヘリコバクター・スイスであることが判明。ピロリ菌は主に幼児期に感染し、除菌に成功すれば再感染することはまれなのに対し、ヘリコバクター・スイスは成人でも感染リスクがあることがわかっている。ピロリ菌の除菌が進み、ピロリ菌の感染率低下に伴い、ヘリコバクター・スイスは胃関連疾患における重要な病原体となることが予想されていた。しかし、以前はヘリコバクター・スイスはヒトの胃からの分離培養が不可能であったため、病原性や感染経路などの詳細を解明できなかった。しかし、国立感染症研究所細菌第二部の林原絵美子主任研究官、柴山恵吾部長、同研究所薬剤耐性研究センターの鈴木仁人主任研究官、杏林大学の徳永健吾准教授、北里大学の松井英則講師らの研究グループは、胃MALTリンパ腫患者を含む複数の胃疾患患者からのヘリコバクター・スイスを人工培地で分離培養することに世界で初めて成功。得られたヒトの胃由来ヘリコバクター・スイスを用いたマウス感染実験により胃での病態発症を確認し、病態組織から菌の再分離にも成功したことから、コッホの原則に従い、ヘリコバクター・スイスがヒト胃における病原細菌であることが証明された。
ピロリ菌は中性条件を好み、同菌のもつ強力なウレアーゼ活性により自身の周りの酸を中和することにより強酸性の胃内でも生存することができるが、ヘリコバクター・スイスはpH5付近の弱酸性条件を好む。同研究グループはヘリコバクター・スイスが中性条件下では短時間で生存性が著しく低下することに着目し、胃生検組織を酸性条件に保つことで、ヒトの胃からヘリコバクター・スイスを培養することに世界で初めて成功した。さらに、感染者の胃から分離されたヘリコバクター・スイスを用いたマウス感染実験により、感染4か月後のマウス胃粘膜に、炎症性変化および化生性変化などの病態発症を確認。感染したマウスの胃から分離された菌が、ゲノム解析により感染させた患者由来のヘリコバクター・スイスと同じであることを突き止めた。この事実から、コッホの原則により、ヘリコバクター・スイスが胃の障害を引き起こす病原細菌であることが確認された。さらに臨床検体から分離されたヘリコバクター・スイスの完全ゲノム配列を決定し、豚由来株のゲノムと比較したところ、ヒト由来株のゲノムは豚由来株のゲノムに似ており、豚に感染しているヘリコバクター・スイスがヒトにも病原性を有する人獣共通感染症の起因菌である可能性が強く示唆された。

ヒトの胃に感染するヘリコバクター属は、他にH. bizzozeronii、H. felis、H. salomonis、H. suisなどがあり、これらを非ピロリ系ヘリコバクター（NHPH）と呼ぶ。医学分野ではこれら広義の「ハイルマニ菌群」を総称して「”ヘリコバクター・ハイルマニ”」と呼ぶことがある。これは厳密には誤りであり、分類学の分野では使うべきではない。

## 特徴
元々"Helicobacter heilmannii" type2の"Candidatus Helicobacter heilmannii"と呼ばれていた菌種に相当する。1984年にオーストラリアのロイヤル・パース病院のロビン・ウォレンとバリー・マーシャルという2人の医師によって、ピロリ菌が発見された。一方、1987年、ドイツ人の医師ハイルマンが、上部消化管症状を持つ患者に行った上部消化管内視鏡検査で、0.25%の患者の胃粘膜組織中に「ピロリ菌ではない螺旋菌」が存在することを発見した。ハイルマンの名前にちなみ、”Helicobacter heilmannii”と命名された。
培養が比較的困難で、純粋培養は他の非ピロリ系ヘリコバクターよりも遅れ、2012年に記載された。微生物学上の特徴は、グラム陰性で最大9回ねじれた長さ約3.0-6.5μm、幅0.6-0.7μmのらせん菌である。長軸の両端に最大10本の鞭毛を有し、これを回転させることによって運動する。微好気性で栄養要求性も複雑、37℃で最適に増殖する。
本菌（のタイプ株）はウレアーゼ陽性である。ヒトやその他の哺乳類に感染し、十二指腸潰瘍および胃MALTリンパ腫に関連する。
参考文献
A. Smet, B. Flahou, K. D’Herde, P. Vandamme, I. Cleenwerck, R. Ducatelle, F. Pasmans, F. Haesebrouck (2012). “Helicobacter heilmannii sp. nov., isolated from feline gastric mucosa”. International Journal of Systematic and Evolutionary Microbiology 62:  299-306. doi:10.1099/ijs.0.029207-0.

## ハイルマニ菌群
2018年現在、ヘリコバクター属は基準種であるピロリ菌以外にも40種以上を含む属である。このうちHelicobacter heilmannii以外の人に感染するヘリコバクター属も、"ハイルマニ"あるいは"ヘリコバクター・ハイルマニ"と呼ぶことがある。これらはHelicobacter heilmanniiのほか、H. bizzozeronii、H. felis、H. salomonis、H. suisなどの総称であり、分類学上のHelicobacter heilmannii（ヘリコバクター・ハイルマニ）とは異なる概念である。大腸菌と大腸菌群の関係に近い。
マウスを用いた実験では、病原性や感染力が強いことも判明しており、ウレアーゼ活性が無いものもいるため、ピロリ菌検査では発見できない可能性が高い。このため、ピロリ菌検査で陰性でも胃炎が続く場合は、ハイルマニ菌群の感染が疑われることがある。慢性胃炎患者の0.2-6%から検出されるが、特異的な診断方法は確立されておらず、組織切片中の大型のらせん状形態を示す細菌の存在をもとに感染診断が行われる。
ピロリ菌は通常、霊長類にしか感染しないが、Helicobacter heilmanniiを含むハイルマニ菌群はイヌ、ネコ、ブタなどにも感染する人獣共通感染症である。ピロリ菌の感染が無くても胃がんを発症したケースでは、イヌ、ネコなどペット経由でハイルマニ菌群に感染したことが原因となる可能性が指摘されている。北里大学の研究者の中村正彦らは胃がんの一種である胃MALTリンパ腫の患者の約6割が、ピロリ菌陰性でハイルマニに感染していることをつきとめた。ペットからの感染を避けるには粘膜と粘膜を接触させたり、口移しで餌を与える行為、キス、一緒にお風呂に入ることなどを避け、また排泄物、吐瀉物の処理にも手袋使用と処理後の手洗いなど細心の注意を払わねばならない。